# Sportgemeinschaft Dynamo Dresden 2012-2013
Questa voce raccoglie le informazioni riguardanti la Sportgemeinschaft Dynamo Dresden nelle competizioni ufficiali della stagione 2012-2013.

## Stagione
Nella stagione 2012-2013 il Dinamo Dresda, allenato da Ralf Loose, Steffen Menze e Peter Pacult, concluse il campionato di 2. Bundesliga al 16º posto e vinse gli spareggi salvezza con l'Osnabrück. In Coppa di Germania il Dinamo Dresda fu eliminato al secondo turno dall'Hannover 96.

## Rosa
| N. |                      | Ruolo | Calciatore           |
| -- | -------------------- | ----- | -------------------- |
| 1  | Germania (bandiera)  | P     | Markus Scholz        |
| 2  | Serbia (bandiera)    | D     | Vujadin Savić        |
| 4  | Senegal (bandiera)   | D     | Cheikh Gueye         |
| 5  | Francia (bandiera)   | D     | Romain Brégerie      |
| 6  | Germania (bandiera)  | D     | Florian Jungwirth    |
| 7  | Francia (bandiera)   | C     | Idir Ouali           |
| 8  | Rep. Ceca (bandiera) | C     | Filip Trojan         |
| 9  | Rep. Ceca (bandiera) | A     | Pavel Fořt           |
| 10 | Benin (bandiera)     | A     | Mickaël Poté         |
| 11 | Francia (bandiera)   | C     | Anthony Losilla      |
| 13 | Germania (bandiera)  | P     | Benjamin Kirsten     |
| 17 | Germania (bandiera)  | C     | Lars Jungnickel      |
| 18 | Germania (bandiera)  | C     | Tobias Kempe         |
| 19 | Grecia (bandiera)    | C     | Giannīs Papadopoulos |

| N. |                                 | Ruolo | Calciatore            |
| -- | ------------------------------- | ----- | --------------------- |
| 21 | Bosnia ed Erzegovina (bandiera) | D     | Muhamed Subašić       |
| 22 | Germania (bandiera)             | D     | Bjarne Thoelke        |
| 23 | Germania (bandiera)             | C     | Denis Streker         |
| 24 | Germania (bandiera)             | C     | David Solga           |
| 25 | Germania (bandiera)             | C     | Robert Koch           |
| 27 | Germania (bandiera)             | C     | Sebastian Schuppan    |
| 28 | Germania (bandiera)             | C     | Marcel Franke         |
| 29 | Germania (bandiera)             | C     | Tobias Jänicke        |
| 30 | Bielorussia (bandiera)          | A     | Dzimitryj Chlebasolaǔ |
| 35 | Germania (bandiera)             | P     | Florian Fromlowitz    |
| 38 | Germania (bandiera)             | A     | Tobias Müller         |
| 39 | Francia (bandiera)              | A     | Lynel Kitambala       |
| 40 | Germania (bandiera)             | C     | Cristian Fiél         |

## Organigramma societario
Area direttiva
- Presidente: Andreas Ritter

Area tecnica
- Direttore sportivo della sezione calcistica: Ralf Minge
- Allenatore: Peter Pacult
- Allenatore in seconda: Nico Däbritz
- Preparatore dei portieri: Thomas Köhler
- Preparatori atletici:
- Analisi video:
- Dottore: Tino Lorenz

## Calciomercato

### Sessione estiva
| Acquisti | Acquisti           | Acquisti          | Acquisti |
| R.       | Nome               | da                | Modalità |
| -------- | ------------------ | ----------------- | -------- |
| C        | Tobias Jänicke     | Hansa Rostock     |          |
| A        | Lynel Kitambala    | Saint-Étienne     |          |
| A        | Petar Slišković    | Magonza           |          |
| P        | Florian Fromlowitz | Duisburg          |          |
| D        | Cüneyt Köz         | Bayern Monaco II  |          |
| C        | Anthony Losilla    | Laval             |          |
| A        | Tobias Müller      | Dinamo Dresda U19 |          |
| C        | Idir Ouali         | Le Mans           |          |
| A        | Hasan Pepić        | Karlsruhe II      |          |
| P        | Markus Scholz      | Bochum            |          |
| D        | Bjarne Thoelke     | Wolfsburg         |          |

| Cessioni | Cessioni       | Cessioni             | Cessioni |
| R.       | Nome           | a                    | Modalità |
| -------- | -------------- | -------------------- | -------- |
| D        | Jens Möckel    | Rot-Weiß Erfurt      |          |
| A        | Zlatko Dedič   | Bochum               |          |
| A        | Marcel Heller  | Alemannia Aquisgrana |          |
| P        | Wolfgang Hesl  | Greuther Fürth       |          |
| C        | Maik Kegel     | Chemnitz             |          |
| C        | Marvin Knoll   | Hertha Berlino       |          |
| C        | Sascha Pfeffer | Chemnitz             |          |
| D        | Martin Stoll   | Karlsruhe            |          |
| C        | Clemens Walch  | Ried                 |          |

### Sessione invernale
| Acquisti | Acquisti              | Acquisti        | Acquisti |
| R.       | Nome                  | da              | Modalità |
| -------- | --------------------- | --------------- | -------- |
| C        | Denis Streker         | Hoffenheim II   |          |
| A        | Dzimitryj Chlebasolaǔ | Spartak-2 Mosca |          |
| C        | Tobias Kempe          | Paderborn       |          |

| Cessioni | Cessioni        | Cessioni        | Cessioni |
| R.       | Nome            | a               | Modalità |
| -------- | --------------- | --------------- | -------- |
| A        | Hasan Pepić     | Juventus U19    |          |
| D        | Cüneyt Köz      | Preußen Münster |          |
| A        | Petar Slišković | Magonza         |          |
| D        | Toni Leistner   | Hallescher      |          |

## Risultati

### 2. Bundesliga

#### Girone di andata
| Arbitro: | Hartmann |

|                         |           |          |
| Goretzka 53’ Freier 85’ | Marcatori | 28’ Poté |

| Arbitro: | Zwayer |

|                                |           |                        |
| Poté 38’ Wojtkowiak 64’ (aut.) | Marcatori | 18’ Lauth 74’ Bierofka |

| Arbitro: | Christ |

|              |           |                               |
| Exslager 90’ | Marcatori | 4’ Ouali 20’ Losilla 78’ Poté |

| Arbitro: | Willenborg |

|          |           |                                |
| Poté 67’ | Marcatori | 28’, 74’ Bunjaku 82’ Fortounis |

| Arbitro: | Cortus |

|            |           |             |
| Löning 31’ | Marcatori | 55’ Losilla |

| Arbitro: | Fischer |

|  |           |            |
|  | Marcatori | 60’ Caiuby |

| Arbitro: | Perl |

|                    |           |  |
| Brégerie 5’ (aut.) | Marcatori |  |

| Arbitro: | Bandurski |

|                               |           |              |
| Brégerie 24’, 28’ Jänicke 89’ | Marcatori | 83’ Sylvestr |

| Arbitro: | Brych |

|          |           |          |
| Ujah 77’ | Marcatori | 31’ Poté |

| Arbitro: | Winkmann |

|  |           |                         |
|  | Marcatori | 37’ Kruppke 79’ Kumbela |

| Arbitro: | Gräfe |

|                                 |           |                    |
| Boll 45’ Avevor 49’ Ginczek 55’ | Marcatori | 18’ Ouali 28’ Poté |

| Arbitro: | Perl |

|  |           |                    |
|  | Marcatori | 14’, 54’ Schönheim |

| Arbitro: | Weiner |

|                                |           |  |
| Sørensen 7’ Banović 31’ (rig.) | Marcatori |  |

| Arbitro: | Steuer |

|                         |           |            |
| Schuppan 5’, 15’ (rig.) | Marcatori | 64’ Leckie |

| Arbitro: | Schriever |

|                                |           |                         |
| Yılmaz 10’ Schuppan 21’ (aut.) | Marcatori | 14’ Ouali 38’ Kitambala |

| Dresda 27 novembre 2012, ore 17:30 CET 16ª giornata | Dinamo Dresda | 0 – 0 referto | Aalen | glücksgas stadion (18 758 spett.)\| Arbitro: \| Grudzinski \| |
| Arbitro:                                            | Grudzinski    |               |       |                                                               |

| Ratisbona 30 novembre 2012, ore 18:00 CET 17ª giornata | Jahn Ratisbona | 0 – 0 referto | Dinamo Dresda | Jahnstadion (7 410 spett.)\| Arbitro: \| Bandurski \| |
| Arbitro:                                               | Bandurski      |               |               |                                                       |

#### Girone di ritorno
| Arbitro: | Gräfe |

|  |           |                                    |
|  | Marcatori | 17’ Aydın 25’ Dabrowski 87’ Kramer |

| Arbitro: | Dingert |

|             |           |           |
| Vallori 81’ | Marcatori | 61’ Gueye |

| Dresda 1º febbraio 2013, ore 18:00 CET 20ª giornata | Dinamo Dresda | 0 – 0 referto | Duisburg | glücksgas stadion (23 353 spett.)\| Arbitro: \| Kircher \| |
| Arbitro:                                            | Kircher       |               |          |                                                            |

| Arbitro: | Aytekin |

|                                  |           |  |
| Karl 24’ Idrissou 40’ Hoffer 81’ | Marcatori |  |

| Arbitro: | Gagelmann |

|                              |           |            |
| Kitambala 6’ Müller 70’, 74’ | Marcatori | 56’ Wooten |

| Arbitro: | Fischer |

|              |           |           |
| Hartmann 14’ | Marcatori | 83’ Ouali |

| Arbitro: | Weiner |

|                    |           |  |
| Lasogga 38’ (aut.) | Marcatori |  |

| Arbitro: | Aytekin |

|                 |           |  |
| Hochscheidt 29’ | Marcatori |  |

| Arbitro: | Stark |

|  |           |               |
|  | Marcatori | 73’, 81’ Ujah |

| Arbitro: | Kircher |

|                          |           |          |
| Bičakčić 31’ Kumbela 53’ | Marcatori | 8’ Ouali |

| Arbitro: | Kinhöfer |

|                                     |           |                      |
| Trojan 62’ Losilla 66’ Schuppan 77’ | Marcatori | 50’ Mohr 53’ Ginczek |

| Berlino 12 aprile 2013, ore 18:00 CEST 29ª giornata | Union Berlino | 0 – 0 referto | Dinamo Dresda | Stadio An der Alten Försterei (21 244 spett.)\| Arbitro: \| Drees \| |
| Arbitro:                                            | Drees         |               |               |                                                                      |

| Arbitro: | Sippel |

|          |           |  |
| Fořt 53’ | Marcatori |  |

| Arbitro: | Stegemann |

|                                 |           |          |
| Stark 55’ Verhoek 67’ Roshi 84’ | Marcatori | 86’ Fořt |

| Arbitro: | Siebert |

|                 |           |          |
| Müller 35’, 70’ | Marcatori | 43’ Meha |

| Arbitro: | Hartmann |

|                                            |           |  |
| Kister 39’ Lechleiter 79’ Grech 89’ (rig.) | Marcatori |  |

| Arbitro: | Schmidt |

|                               |           |          |
| Fořt 50’, 54’ Fiél 83’ (rig.) | Marcatori | 47’ Koke |

### Coppa di Germania
| Arbitro: | Schmidt |

|  |           |                                      |
|  | Marcatori | 32’ Koch 43’ Poté 81’ (aut.) Buchner |

| Arbitro: | Stark |

|                                                |                      |                                   |
| Diouf 15’                                      | Marcatori            | 27’ Brégerie                      |
| Stindl Schmiedebach Rausch Sobiech Schlaudraff | Tiri di rigore 4 – 3 | Losilla Fiél Solga Jungwirth Poté |

### Spareggi salvezza
| Arbitro: | Perl |

|           |           |  |
| Manno 43’ | Marcatori |  |

| Arbitro: | Gagelmann |

|                    |           |  |
| Fiél 30’ Ouali 72’ | Marcatori |  |

## Statistiche

### Statistiche di squadra
| Competizione      | Punti | In casa | In casa | In casa | In casa | In casa | In casa | In trasferta | In trasferta | In trasferta | In trasferta | In trasferta | In trasferta | Totale | Totale | Totale | Totale | Totale | Totale | DR  |
| Competizione      | Punti | G       | V       | N       | P       | Gf      | Gs      | G            | V            | N            | P            | Gf           | Gs           | G      | V      | N      | P      | Gf     | Gs     | DR  |
| ----------------- | ----- | ------- | ------- | ------- | ------- | ------- | ------- | ------------ | ------------ | ------------ | ------------ | ------------ | ------------ | ------ | ------ | ------ | ------ | ------ | ------ | --- |
| 2. Bundesliga     | 37    | 17      | 8       | 3       | 6       | 21      | 22      | 17           | 1            | 7            | 9            | 14           | 27           | 34     | 9      | 10     | 15     | 35     | 49     | -14 |
| Spareggi salvezza | -     | 1       | 1       | 0       | 0       | 2       | 0       | 1            | 0            | 0            | 1            | 0            | 1            | 2      | 1      | 0      | 1      | 2      | 1      | +1  |
| Coppa di Germania | -     | 0       | 0       | 0       | 0       | 0       | 0       | 2            | 1            | 1            | 0            | 4            | 1            | 2      | 1      | 1      | 0      | 4      | 1      | +3  |
| Totale            | 37    | 18      | 9       | 3       | 6       | 23      | 22      | 20           | 2            | 8            | 10           | 18           | 29           | 38     | 11     | 11     | 16     | 41     | 51     | -10 |

### Andamento in campionato
| Giornata  | 1  | 2  | 3 | 4  | 5  | 6  | 7  | 8  | 9  | 10 | 11 | 12 | 13 | 14 | 15 | 16 | 17 | 18 | 19 | 20 | 21 | 22 | 23 | 24 | 25 | 26 | 27 | 28 | 29 | 30 | 31 | 32 | 33 | 34 |
| --------- | -- | -- | - | -- | -- | -- | -- | -- | -- | -- | -- | -- | -- | -- | -- | -- | -- | -- | -- | -- | -- | -- | -- | -- | -- | -- | -- | -- | -- | -- | -- | -- | -- | -- |
| Luogo     | T  | C  | T | C  | T  | C  | T  | C  | T  | C  | T  | C  | T  | C  | T  | C  | T  | C  | T  | C  | T  | C  | T  | C  | T  | C  | T  | C  | T  | C  | T  | C  | T  | C  |
| Risultato | P  | N  | V | P  | N  | P  | P  | V  | N  | P  | P  | P  | P  | V  | N  | N  | N  | P  | N  | N  | P  | V  | N  | V  | P  | P  | P  | V  | N  | V  | P  | V  | P  | V  |
| Posizione | 15 | 13 | 9 | 13 | 13 | 13 | 14 | 12 | 10 | 13 | 14 | 15 | 15 | 15 | 14 | 14 | 14 | 16 | 16 | 16 | 17 | 16 | 16 | 16 | 16 | 16 | 16 | 15 | 16 | 16 | 16 | 16 | 16 | 16 |

Legenda:

Luogo: C = Casa; T = Trasferta. Risultato: V = Vittoria; N = Pareggio; P = Sconfitta.

### Statistiche dei giocatori
| Giocatore       | 2. Bundesliga | 2. Bundesliga | 2. Bundesliga | 2. Bundesliga | Spareggi salvezza | Spareggi salvezza | Spareggi salvezza | Spareggi salvezza | Coppa di Germania | Coppa di Germania | Coppa di Germania | Coppa di Germania | Totale   | Totale | Totale      | Totale     |
| Giocatore       | Presenze      | Reti          | Ammonizioni   | Espulsioni    | Presenze          | Reti              | Ammonizioni       | Espulsioni        | Presenze          | Reti              | Ammonizioni       | Espulsioni        | Presenze | Reti   | Ammonizioni | Espulsioni |
| --------------- | ------------- | ------------- | ------------- | ------------- | ----------------- | ----------------- | ----------------- | ----------------- | ----------------- | ----------------- | ----------------- | ----------------- | -------- | ------ | ----------- | ---------- |
| R. Brégerie     | 29            | 2             | 5             | 2             | 2                 | 0                 | 0                 | 0                 | 2                 | 1                 | 1                 | 0                 | 33       | 3      | 6           | 2          |
| D. Chlebasolaǔ  | 1             | 0             | 0             | 0             | 1                 | 0                 | 0                 | 0                 | 0                 | 0                 | 0                 | 0                 | 2        | 0      | 0           | 0          |
| C. Fiél         | 23            | 1             | 6             | 0             | 2                 | 1                 | 0                 | 0                 | 1                 | 0                 | 0                 | 0                 | 26       | 2      | 6           | 0          |
| P. Fořt         | 17            | 4             | 0             | 0             | 2                 | 0                 | 0                 | 0                 | 1                 | 0                 | 0                 | 0                 | 20       | 4      | 0           | 0          |
| M. Franke       | 2             | 0             | 0             | 0             | 0                 | 0                 | 0                 | 0                 | 0                 | 0                 | 0                 | 0                 | 2        | 0      | 0           | 0          |
| F. Fromlowitz   | 1             | 0             | 0             | 0             | 0                 | 0                 | 0                 | 0                 | 1                 | 0                 | 0                 | 0                 | 2        | 0      | 0           | 0          |
| C. Gueye        | 22            | 1             | 4             | 0             | 1                 | 0                 | 0                 | 0                 | 2                 | 0                 | 0                 | 0                 | 25       | 1      | 4           | 0          |
| L. Jungnickel   | 0             | 0             | 0             | 0             | 0                 | 0                 | 0                 | 0                 | 0                 | 0                 | 0                 | 0                 | 0        | 0      | 0           | 0          |
| F. Jungwirth    | 27            | 0             | 4             | 0             | 2                 | 0                 | 0                 | 0                 | 2                 | 0                 | 1                 | 0                 | 31       | 0      | 5           | 0          |
| T. Jänicke      | 18            | 1             | 1             | 0             | 0                 | 0                 | 0                 | 0                 | 0                 | 0                 | 0                 | 0                 | 18       | 1      | 1           | 0          |
| T. Kempe        | 11            | 0             | 2             | 0             | 1                 | 0                 | 0                 | 0                 | 0                 | 0                 | 0                 | 0                 | 12       | 0      | 2           | 0          |
| B. Kirsten      | 33            | 0             | 1             | 0             | 2                 | 0                 | 0                 | 0                 | 1                 | 0                 | 0                 | 0                 | 36       | 0      | 1           | 0          |
| L. Kitambala    | 17            | 2             | 1             | 0             | 0                 | 0                 | 0                 | 0                 | 1                 | 0                 | 0                 | 0                 | 18       | 2      | 1           | 0          |
| R. Koch         | 18            | 0             | 3             | 1             | 1                 | 0                 | 0                 | 0                 | 2                 | 1                 | 1                 | 0                 | 21       | 1      | 4           | 1          |
| C. Köz          | 0             | 0             | 0             | 0             | 0                 | 0                 | 0                 | 0                 | 0                 | 0                 | 0                 | 0                 | 0        | 0      | 0           | 0          |
| T. Leistner     | 1             | 0             | 0             | 0             | 0                 | 0                 | 0                 | 0                 | 0                 | 0                 | 0                 | 0                 | 1        | 0      | 0           | 0          |
| A. Losilla      | 31            | 3             | 6             | 1             | 2                 | 0                 | 1                 | 0                 | 2                 | 0                 | 1                 | 0                 | 35       | 3      | 8           | 1          |
| T. Müller       | 14            | 4             | 2             | 0             | 2                 | 0                 | 1                 | 0                 | 0                 | 0                 | 0                 | 0                 | 16       | 4      | 3           | 0          |
| I. Ouali        | 32            | 5             | 1             | 0             | 2                 | 1                 | 0                 | 0                 | 2                 | 0                 | 0                 | 0                 | 36       | 6      | 1           | 0          |
| G. Papadopoulos | 9             | 0             | 3             | 0             | 0                 | 0                 | 0                 | 0                 | 0                 | 0                 | 0                 | 0                 | 9        | 0      | 3           | 0          |
| H. Pepić        | 4             | 0             | 0             | 0             | 0                 | 0                 | 0                 | 0                 | 0                 | 0                 | 0                 | 0                 | 4        | 0      | 0           | 0          |
| M. Poté         | 25            | 6             | 3             | 1             | 0                 | 0                 | 0                 | 0                 | 2                 | 1                 | 0                 | 0                 | 27       | 7      | 3           | 1          |
| V. Savić        | 21            | 0             | 3             | 0             | 0                 | 0                 | 0                 | 0                 | 2                 | 0                 | 0                 | 0                 | 23       | 0      | 3           | 0          |
| M. Scholz       | 0             | 0             | 0             | 0             | 0                 | 0                 | 0                 | 0                 | 0                 | 0                 | 0                 | 0                 | 0        | 0      | 0           | 0          |
| S. Schuppan     | 32            | 3             | 5             | 1             | 1                 | 0                 | 0                 | 0                 | 2                 | 0                 | 0                 | 0                 | 35       | 3      | 5           | 1          |
| P. Slišković    | 9             | 0             | 0             | 0             | 0                 | 0                 | 0                 | 0                 | 0                 | 0                 | 0                 | 0                 | 9        | 0      | 0           | 0          |
| D. Solga        | 24            | 0             | 3             | 1             | 2                 | 0                 | 0                 | 0                 | 2                 | 0                 | 0                 | 0                 | 28       | 0      | 3           | 1          |
| D. Streker      | 10            | 0             | 2             | 0             | 1                 | 0                 | 0                 | 0                 | 0                 | 0                 | 0                 | 0                 | 11       | 0      | 2           | 0          |
| M. Subašić      | 8             | 0             | 1             | 0             | 2                 | 0                 | 0                 | 0                 | 1                 | 0                 | 0                 | 0                 | 11       | 0      | 1           | 0          |
| B. Thoelke      | 5             | 0             | 2             | 0             | 0                 | 0                 | 0                 | 0                 | 1                 | 0                 | 0                 | 0                 | 6        | 0      | 2           | 0          |
| F. Trojan       | 27            | 1             | 4             | 1             | 2                 | 0                 | 1                 | 0                 | 1                 | 0                 | 1                 | 0                 | 30       | 1      | 6           | 1          |